# 수해약제선우
수해약제선우(搜諧若鞮單于, ? ~ 기원전 12년)는 흉노의 선우다. 성은 연제(攣鞮), 이름은 저미서(且麋胥)다. 호한야선우와 대연지의 차남이자 복주류약제선우의 동복 동생이다.

## 생애
호한야선우와 대연지(제2황후) 사이의 차남으로, 호한야선우는 죽으면서 전거연지(제1황후)의 장남 저막거(후의 거아약제선우)를 선우로 세우려 했으나, 나이가 어려 전거연지가 반대하고 자기 동생의 장남인 조도막고(복주류약제선우)를 세우기를 원했다. 이에 호한야선우는 조도막고를 선우로 삼고 이후는 동생들에게 선우를 물려주게 했다. 그래서 형이 선우가 된 후 좌현왕이 됐고, 형의 아들들은 한나라로 가 황제를 모셨다.
기원전 20년, 복주류약제선우가 죽자 뒤를 이어 선우가 됐다. 즉위 후, 형이 그랬듯이 아들 좌축도한왕 구류사후를 한나라로 보내 황제를 모시게 하고, 동생 저막거를 좌현왕으로 삼았다. 기원전 12년, 다음해 입조하기 위해 출발했으나 한나라 국경에 들어가지 못하고 병들어 죽었다. 동생 저막거가 거아약제선우로 뒤를 이었다.

## 가계
- 호한야선우 계후산
  - 복주류약제선우 조도막고
  - 수해약제선우 저미서
    - 좌축도한왕(左祝都韓王) 구류사후(胊留斯侯)

  - 거아약제선우 저막거
  - 오주류약제선우 낭지아사

## 출전
- 반고: 《한서》 권94 하 흉노전제64 하